# Route nationale 134bisA
Die Route nationale 134BisA, kurz N 134BisA oder RN 134BisA, war eine französische Nationalstraße.
Als Seitenast der Nationalstraße 134Bis wurde die Straße 1882 in Betrieb genommen, da die N 134Bis ab Laruns zur spanischen Grenze am Col du Pourtalet verlängert wurde. Die Länge betrug vier Kilometer. 1933 wurde dieser Teil der neu festgelegten Nationalstraße 618. Östlich von Eaux-Bonnes liegt der Col d’Aubisque, der bei der Tour de France sehr häufig Teil einer Etappe ist. Der durch die N 134bisA angebundene Ort Eaux-Bonnes ist seit dem 17. Jahrhundert durch seine Thermalquellen ein Kurort. Durch die dadurch vorhandene Infrastruktur kam dort auch sehr früh Wintersport auf.